# Corybas umbrosus
Corybas umbrosus là một loài thực vật có hoa trong họ Lan. Loài này được J.Dransf. & J.B.Comber mô tả khoa học đầu tiên năm 1986.